# Меморіальний комплекс пам'яті воїнів України, полеглих в Афганістані
Меморіальний комплекс пам'яті воїнів України, полеглих в Афганістані в Києві присвячений воїнам, загиблим впродовж війни в Афганістані (1979—1989), де радянські війська та війська Демократичної Республіки Афганістан вели бойові дії проти афганських моджахедів. Меморіал розташований по вул. Лаврській в сквері навпроти Воскресенської церкви (на півдорозі між Києво-Печерською Лаврою та музеєм історії України у Другій світовій війні).

## Історія спорудження
Спорудження комплексу почалося з встановлення 3 грудня 1994 пам'ятника воїнам України, загиблим у війні в 1979–1989 роках з ініціативи Української спілки ветеранів війни в Афганістані. Автор пам'ятнику — скульптор Микола Олійник. Пам'ятник духовно пов'язувався з Воскресенською церквою, яку стали називати «Афганською». До 10-річчя виведення радянських військ з Афганістану було проведено реконструкцію пам'ятника за проектом архітектора Миколи Кислого. В результаті реконструкції пам'ятник увійшов до складу Меморіального комплексу пам'яті воїнів України, полеглих в Афганістані, який був відкритий 15 лютого 1999 року.

## Опис
До пам'ятника веде алея, що починається навпроти Воскресенської церкви. Широкий пандус алеї, викладений брущаткою, фіксується з двох сторін датами: «1979» і «1989» — ці бронзові цифри закріплено на чотирьох гранітних контрфорсах, встановлених на зеленому газоні. Вхід на пандус поділений навпіл бронзовою плитою з присвятою. 
П'єдестал пам'ятника виконаний з гранітних блоків; біля його підніжжя крізь каміння проросли бронзові «чорні тюльпани» — символи афганської біди. На п'єдесталі розміщена бронзова скульптурна композиція, що складається з трьох фігур бійців — два зображені на повний зріст, поміж ними на землі сидить схиливши голову третій воїн. Автори Валерій Аблазов та Марина Протас так трактують ідею композиції:
|  | Скульптурна частина меморіалу виконана у станкових формах, без зайвої помпезності, без афектації емоційного стану й рухів героїв, але з помітною глибиною переживань. Трифігурна композиція має розвинену фабулу з контрастним протиставленням різних психологічних характеристик. Постаті бійців, які вийшли з бою, мають індивідуальні портретні риси, уособлюють ідею воїнської мужності та звитяги. Вся композиція набуває поліфонічності й гостроти завдяки постаті бійця, що сидить. Його обличчя композиційно не акцентоване, але стан відчаю та неприйняття війни передає «психологія пози» персонажа. |

## Зображення

Пам'ятник загиблим воїнам-афганцям
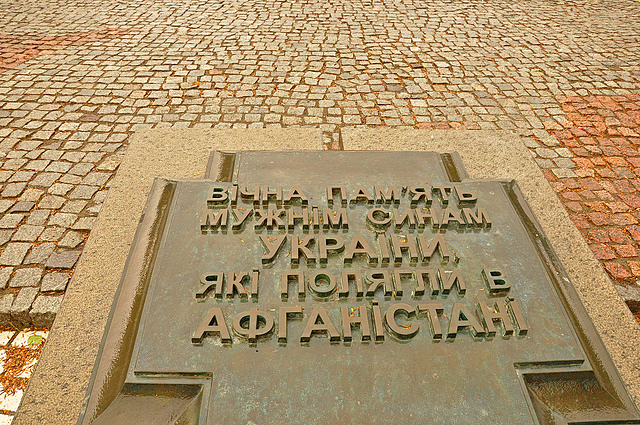
Плита з присвятою на алеї, що веде до пам'ятнику
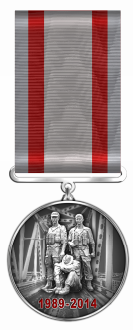
Фрагмент Меморіалу на пам'ятній медалі «25 років виведення військ з Афганістану»